# Anif

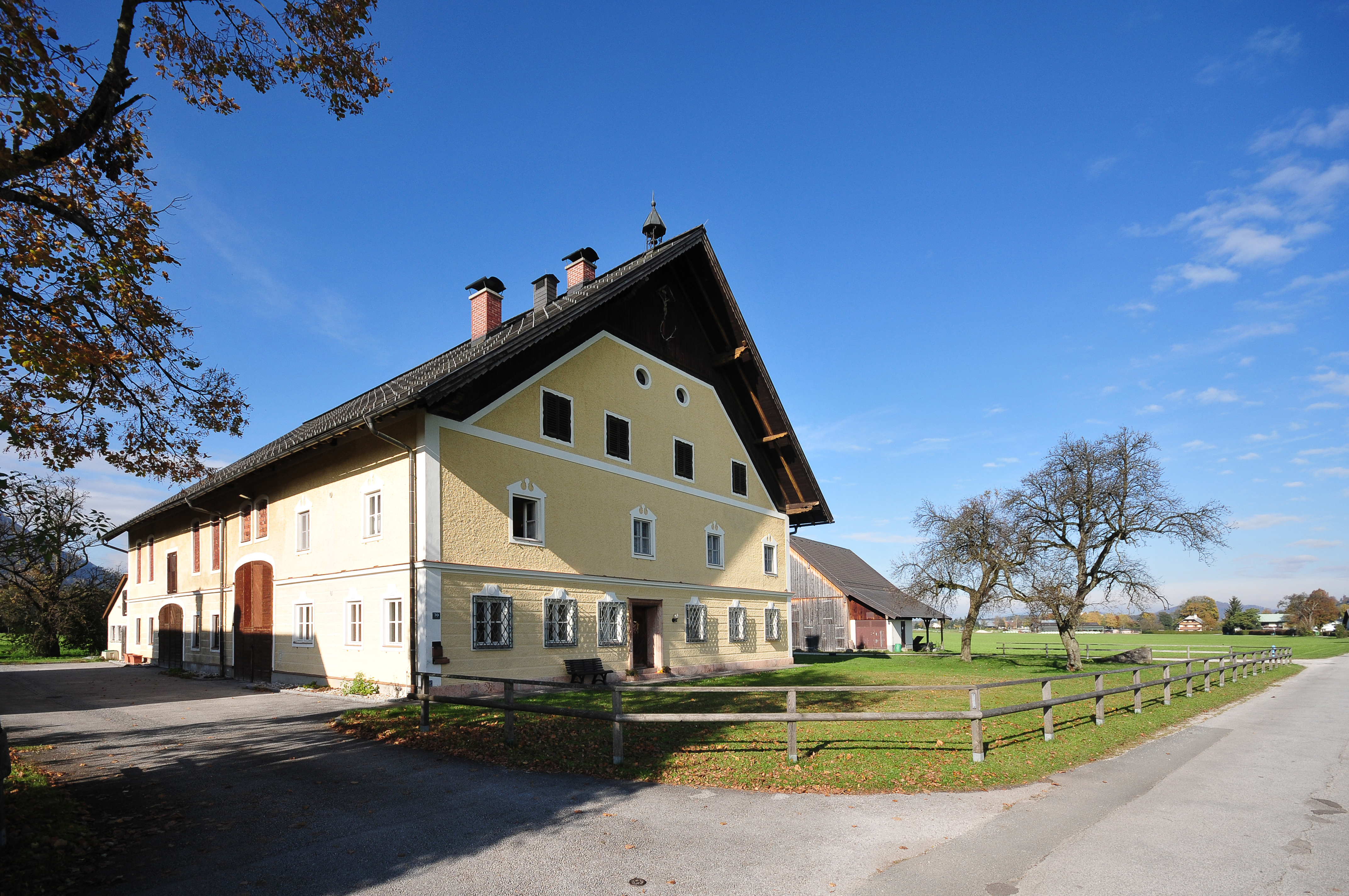
Anif

Anif este o comună mică din landul Salzburg, Austria.